# Ruffin (Caroline du Nord)
Pour les articles homonymes, voir Ruffin.
Ruffin est une census-designated place située dans le comté de Rockingham, dans l’État de Caroline du Nord, aux États-Unis. Lors du recensement de 2020, elle comptait 322 habitants.